# Брестские городские укрепления
Брестские городские укрепления — городские укреплении г. Берестье (Брест) .

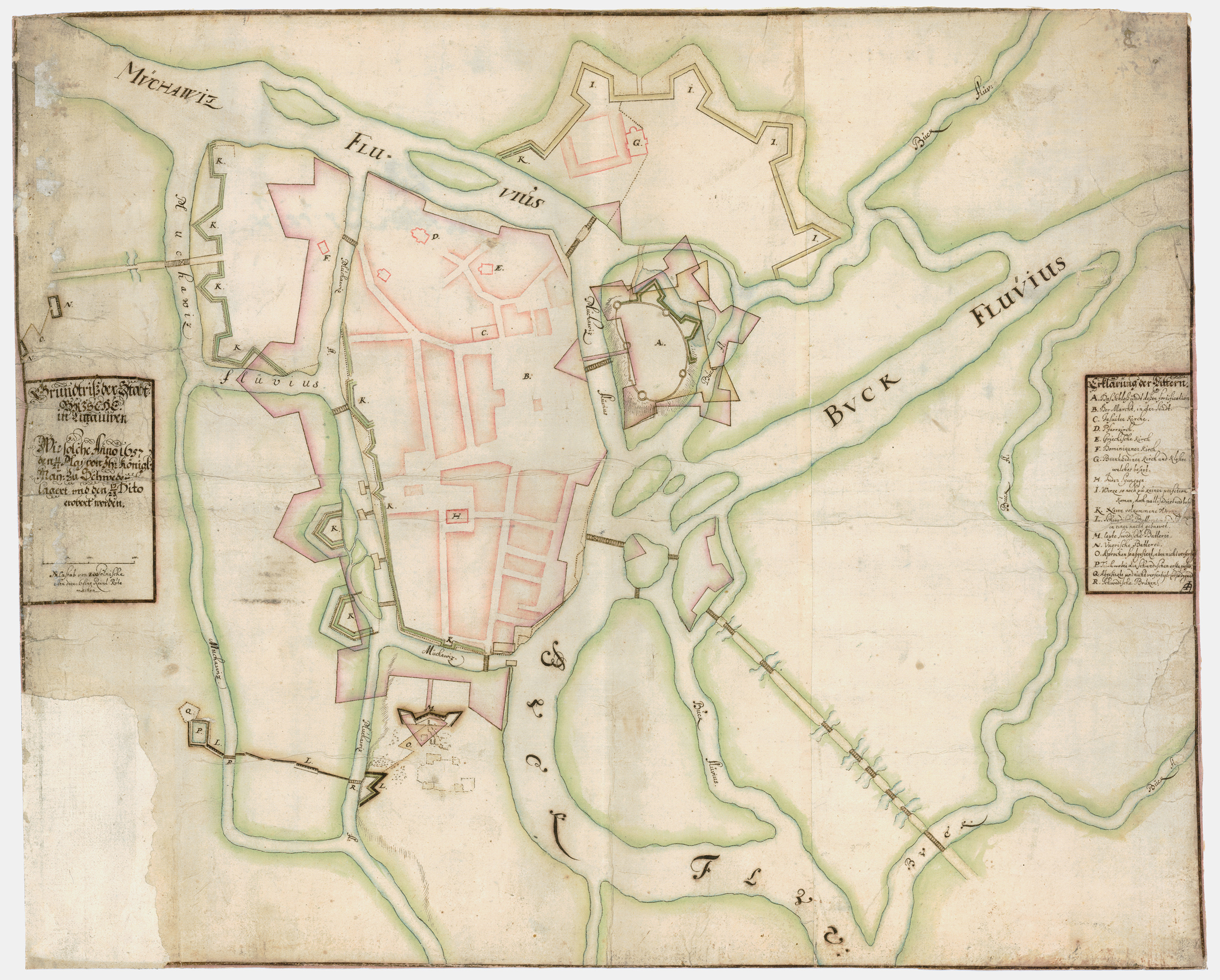
План Бреста с городскими укреплениями. 1657. Э. Дальберг

Они существовали в XIV—XVIII вв. Они располагались по периметру территории, ограниченной 2-мя рукавами реки Мухавец. Общая длина 2,5 км. Их основу составляли земляной вал с оградой и оборонительным рвом, заполненный водою (был только с восточной стороны, на остальных участках вал омывался рукавами реки). Согласно письменных сведений XVI — веков и планах XVII—XIX веков оборонительное сооружение Бреста определялось как устойчивое. На их основании можно предположить, что в линии городских укреплений было не менее 4 ворот. В восточной части города находилась «врата от улицы Заугринки», которая выводила на Виленский тракт, дорогу в Кобрин и далее в южные и восточные районы Беларуси. В различных документах она называется « Виленскими воротами» или «Завгринецкими воротами». Вторые ворота — Песочная — перегораживали «улицу Песок» и открывали путь к «Краковский гостинец» в Забужье; третья — Рынковая — открывала дорогу от городского рынка к Брестскому замку; четвёртая — Замухавецкая — вела на Замухавец (за реку Мухавец) и далее на Ковель, на Волынь. Не исключено, что 5-е ворота также стояли в линии укреплений. Судя по всему, это была небольшая традиционная «крепость» — выход на городские сенокосы, расположенная к северу и северо-западу от «места», где позднее была построена костёл бригиток.
Перед каждыми воротами были мосты. Мост перед Виленской воротами имел 9-10 м длины, остальные были в несколько десятков метров, так как перекрывали Западный Буг и Мухавец.
Оборонительный вал проходил по краю островной территории города. В одном из документов 1580 года говорится, что «вал сам в собе цалый и до обороны местское пожиточный и городнями вколо ку обороне местской паркан на нем обудован». Его параметры точно не известны, хотя вал в районе «брамы Завгрынецкой так был широкий за городнями, яко через 2 сажни вшыр на ров ку воде для хоженья и обороны вшелякое, а з другой стороны от места межи домы местскими, а межи тымя ж городнями вколо тот же вал так был широкий, яко 2 возы великих скарбных оменутисе могли».
Защиту Бреста осуществляли сами горожане. Ремесленники, объединённые в цеховые военные формирования (оружейники, слесари, кузнецы, резчики, плотники, жестянщики, портные, пекари и др.), по уставам своих цехов обязаны были иметь «общую армату, … бубен и хоругви» … для защиты этого места". Каждый цех со своей оружием участвовал в военных обзорах — «инвентаризациях» — и во всех «потребностях города». Они принимали обязательное участие в ремонте укреплений, отдельные участки которых были закреплены за каждым цехом.
Сейм отмечал стратегическую важность брестских городских укреплений в как «ворот Великого княжества Литовского в Корону», на которых держалась «власть Речи Посполитой». Недаром на одном из гербов Бреста было изображение щита с луком и взведенной стрелой, а на гербе XVI века было изображение башни — ворот на перекрёстке двух рек.
С конца XIII века Брест попал в зону военных столкновений между литовскими князьями и польскими королями. После большого пожара 1525 года горожане просили короля передать им в руки права «в месте Берестейском мыто брати с. купцов», обязуясь за эти доходы «ку обороне забора гаковницы и порохи и иные потребы бронные справовати и к тому мосты мостити на Муховцы, на Угринце, на Струге, в бронах и по своим улицам, где перед тем мащивали». Король дал разрешение на 10 лет, при этом он напомнил, чтобы немедленно, в первую очередь начали строить «паркан как наши мещане, так и князские, и паньские, и духовные тыи вси маюць делницы свои заробити потому, как и перед тым всим местом робили». Для скорейшего восстановления укреплений город освободили на 10 лет от всех налогов, что положительно сказалось на восстановлении городских укреплений.
По описанию Берестейского староство 1566 г. здесь был вновь отстроенный замок, «место в ограде», «место за оградой» и новый район Замухавецкое предместье. Ремонт укреплений производился поэтапно, для выполнения «грубых работ» объединялись мелкие мастерские.
В 1648 году казаки Богдана Хмельницкого ограбили город и полностью его разрушили. Во время войны России с Речью Посполитой 1654—1667 годов Варшавский сейм принял в 1654 году специальную декларацию о немедленном восстановлении Брестских городских укреплений, освобождении города от податей, все доходы от берестейской экономий направлялись на военные фортификационные работы и закупка боеприпасов, специальный фортификационный инженер. Для выполнения «валовых работ» набирались люди из берестейской экономий из расчета 1 неделя работы на человека с 1 волоки. Городские укрепления были перепланированы в виде мощного пояса бастионных укреплений, окружавших город и широко сочетавших искусственные и естественные препятствия.
Война, в которую была вовлечена Швеция, тормозила восстановление укреплений. К 1657 годуновые укрепления в были в значительной степени построен и довольно удачно выдерживали осаду объединённых войск шведского короля Карла X и семиградского князя Ракоци II, однако наемная немецкая пехота сдала город противнику. В 1658 году Брест был освобожден войсками Речи Посполитой и работы по строительству бастионной крепости возобновились. Сейм Речи Посполитой принял постановление о срочном выделении Бресту 10 000 злотых, поставке необходимого количества пороха, ядер и других боеприпасов. Великому гетману Литовскому было приказано держать столько пехоты, сколько потребуется губерниям. В 1659 году это постановление сейма было продублировано. Особенно подчеркивалось, что «в силу всей Речи Посполитой зависит от мощи Брестской крепости, которая является воротами в Корону и в Великое княжество Литовское». 
8 февраля 1660 года войска московского воеводы И. А. Хованского захватили и разрушили город, но в марте вынуждены были оставить Брест, хотя оно ещё дважды переходила из рук в руки. При этом разрушались его укреплению. Послы Брестского воеводства неоднократно напоминали сейма Речи Посполитой о необходимости восстановления крепости. После Северной войны 1700—1721 годов городские укрепления были восстановлены, просуществовали до конца XVII века., когда они исчезли под городской застройкой.